# Ferrari F2005
Chronologie des modèles (2005)
Ferrari F2004 Ferrari 248 F1
La Ferrari F2005 est la monoplace de Formule 1 engagée par la Scuderia Ferrari en Championnat du monde de Formule 1 2005, avec à son volant Michael Schumacher et Rubens Barrichello. L'Italien Luca Badoer et l'Espagnol Marc Gené sont les pilotes d'essais. Elle est présentée à Maranello le 25 février 2005.

## Historique

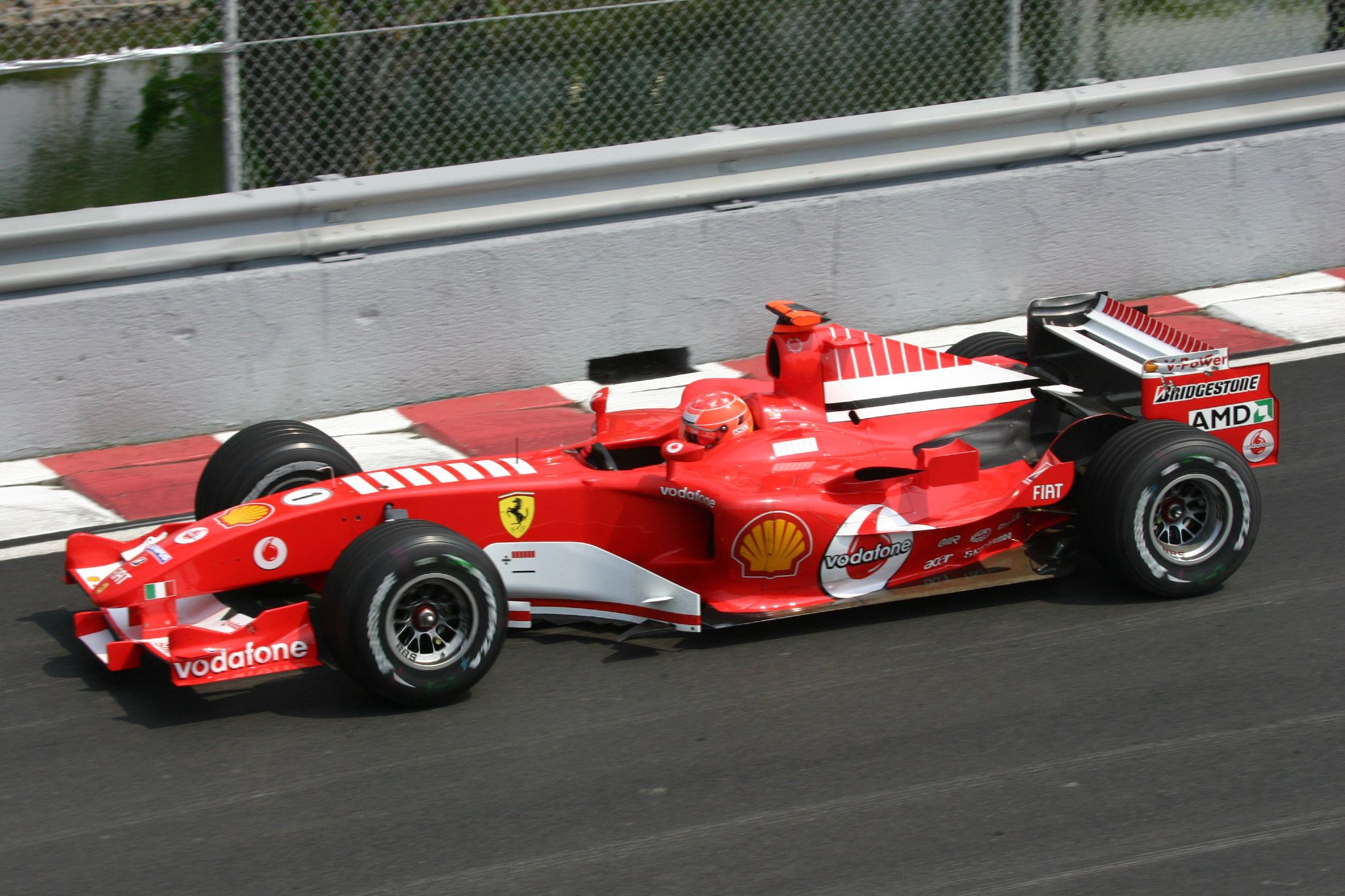
La Ferrari F2005 de Michael Schumacher lors des essais du Grand Prix du Canada 2005.

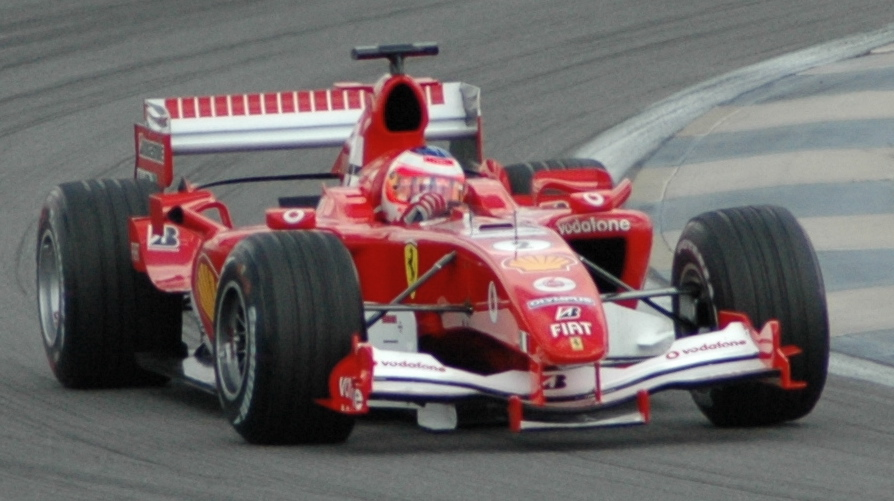
Rubens Barrichello à bord de la Ferrari F2005 lors des qualifications du Grand Prix des États-Unis 2005.

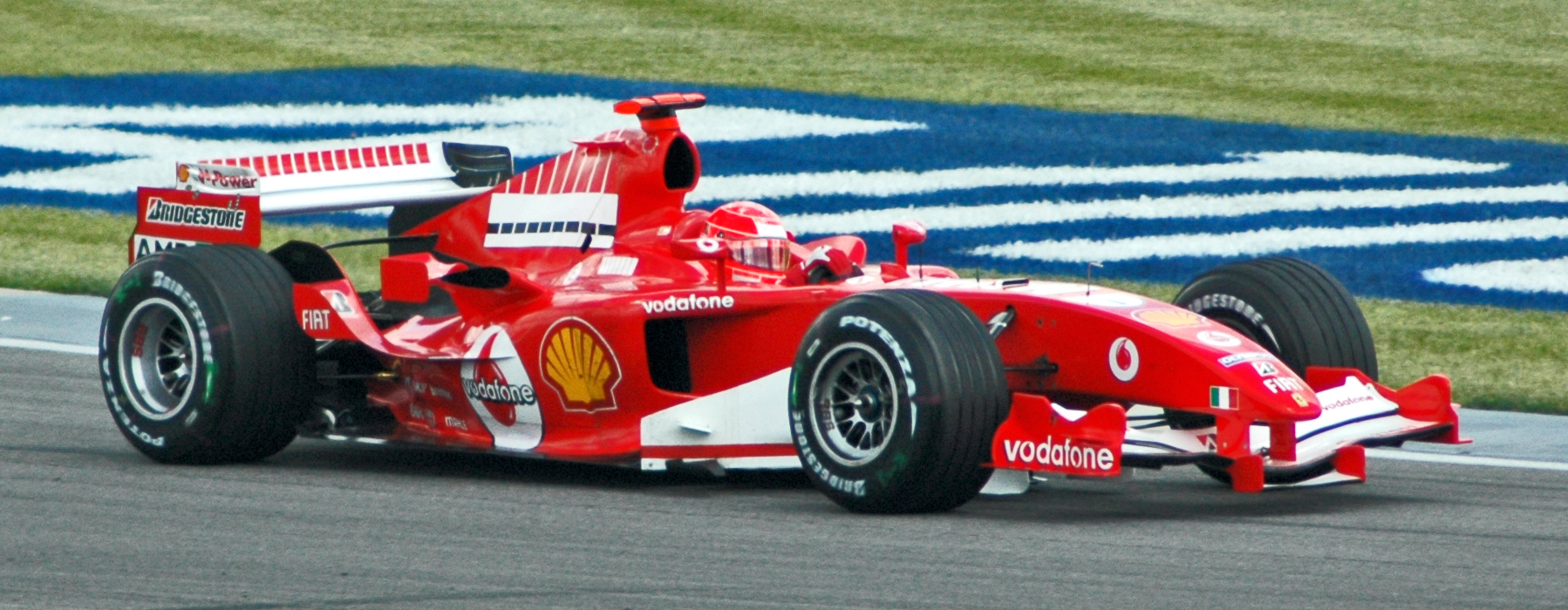
La Ferrari F2005 de Michael Schumacher lors des essais du Grand Prix des États-Unis 2005.

La nouvelle réglementation aérodynamique 2005 contraint l'écurie à une augmentation considérable du poids et à un design très différent de celui de sa devancière, la Ferrari F2004. De plus, le changement de la réglementation concernant les pneumatiques (un seul train de pneus pour une course) fragilise le partenariat exclusif Bridgestone-Ferrari face à Michelin. Fidèle à la stratégie victorieuse en 2002 et 2003, l'écurie commence la saison avec la monoplace de l'année précédente adaptée au nouveau règlement, le temps de fiabiliser la nouvelle monoplace.
Au volant de la Ferrari F2004M, dérivée de la Ferrari F2004, Michael Schumacher et Rubens Barrichello commencent la saison 2005. L'entrée de la F2005 est prévue au Grand Prix d'Espagne, cinquième manche de la saison. Cependant les performances insuffisantes de la F2004M, contraignent les décideurs de la Scuderia de hâter l'engagement de la nouvelle monoplace, d'autant plus que Renault domine ce début de saison.
L'entrée en piste de la F2005 a lieu au Grand Prix de Bahreïn, troisième épreuve de la saison. Schumacher, en qualification, se classe deuxième derrière Fernando Alonso. Le début de course semble marquer le retour de Ferrari au premier plan, avant l'abandon de Michael Schumacher, quand Rubens Barrichello rallie l'arrivée à grand mal, avec des pneus usés jusqu'à la corde.
À Imola, on assiste sans le savoir à l'apogée de la saison 2005 de la Scuderia. Qualifié dans le milieu du tableau après une erreur, Schumacher entame en course une remontée des plus rapides, tournant plus de deux secondes plus vite au tour que ses adversaires. Il fait la jonction avec le leader Fernando Alonso à dix tours de l'arrivée et termine deuxième du Grand Prix. Le reste de la saison voit Ferrari se débattre avec des problèmes de cohérence pneus/châssis et subir la domination de McLaren et Renault, ainsi que la menace de Toyota.
Grâce aux pneus Bridgestone inférieurs aux Michelin sur la plupart des circuits, la saison n'est pourtant pas vierge de victoire pour Ferrari. Lors du Grand Prix des États-Unis, toutes les écuries équipées de Michelin (McLaren, Renault, British American Racing, Toyota, Williams, Red Bull Racing, Sauber) soit 70 % de la grille, rentrent aux stands à l'issue du tour de chauffe. Confrontées à des problèmes de fragilité des pneus, ces écuries choisissent de ne pas participer à la course. Seules six voitures équipées de Bridgestone prennent le départ : les Ferrari, Jordan Grand Prix et Scuderia Minardi. Michael Schumacher l'emporte devant son coéquipier et Tiago Monteiro.
Les derniers points positifs de la saison sont la pole position de Schumacher en Hongrie et sa deuxième place finale. L'année 2005 s'achève sur les sacres de Fernando Alonso et Renault, mettant fin à l'ère Ferrari. Rubens Barrichello part chez BAR et Felipe Massa le remplace en 2006, au volant de la Ferrari 248 F1.

## Résultats en championnat du monde de Formule 1

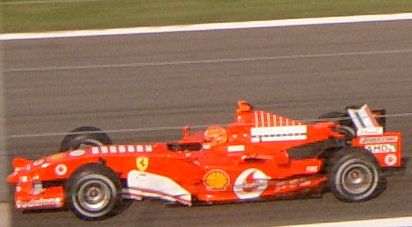
Michael Schumacher au GP d'Italie 2005

| Saison | Écurie                    | Moteur               | Pneus       | Pilotes            | Courses | Courses | Courses | Courses | Courses | Courses | Courses | Courses | Courses | Courses | Courses | Courses | Courses | Courses | Courses | Courses | Courses | Courses | Courses | Points inscrits | Classement |
| Saison | Écurie                    | Moteur               | Pneus       | Pilotes            | 1       | 2       | 3       | 4       | 5       | 6       | 7       | 8       | 9       | 10      | 11      | 12      | 13      | 14      | 15      | 16      | 17      | 18      | 19      | Points inscrits | Classement |
| ------ | ------------------------- | -------------------- | ----------- | ------------------ | ------- | ------- | ------- | ------- | ------- | ------- | ------- | ------- | ------- | ------- | ------- | ------- | ------- | ------- | ------- | ------- | ------- | ------- | ------- | --------------- | ---------- |
| 2005   | Scuderia Ferrari Marlboro | Ferrari V10 Tipo 055 | Bridgestone |                    | AUS     | MAL     | BAH     | SMR     | ESP     | MON     | EUR     | CAN     | USA     | FRA     | GBR     | ALL     | HON     | TUR     | ITA     | BEL     | BRÉ     | JAP     | CHI     | 100*            | 3e         |
| 2005   | Scuderia Ferrari Marlboro | Ferrari V10 Tipo 055 | Bridgestone | Michael Schumacher |         |         | Abd     | 2e      | Abd     | 7e      | 5e      | 2e      | 1er     | 3e      | 6e      | 5e      | 2e      | Abd     | 10e     | Abd     | 4e      | 7e      | Abd     | 100*            | 3e         |
| 2005   | Scuderia Ferrari Marlboro | Ferrari V10 Tipo 055 | Bridgestone | Rubens Barrichello |         |         | 9e      | Abd     | 9e      | 8e      | 3e      | 3e      | 2e      | 9e      | 7e      | 10e     | 10e     | 10e     | 12e     | 5e      | 6e      | 11e     | 12e     | 100*            | 3e         |

Légende : ici 
- *: 10 points marqués avec la Ferrari F2004M